# Bertem
Bertem este o comună în provincia Brabantul Flamand, în Flandra, una dintre cele trei regiuni ale Belgiei. Comuna este formată din localitățile Bertem, Korbeek-Dijle și Leefdaal. Suprafața totală este de 29,75 km². Comuna Bertem este situată în zona flamandă vorbitoare de limba neerlandeză a Belgiei. La 1 ianuarie 2008 comuna avea o populație totală de 9.435 locuitori.